# ČT art
A ČT art (vagy Česká televize art; Art; magyarul: CsT art vagy Cseh Televízió art; Art) hetedik cseh televíziós csatorna, amelyet a Česká televize (ČT) birtokol és üzemeltet. A csatorna 2013. augusztus 31-én kezdett el közvetíteni. Tematikailag hasonlít a magyar M5-höz és az M2 Petőfihez.
A csatorna elérhető a földi DVB-T szabványban SD-ben, DVB-T2 szabványban HD-ben és SD-ben, valamint műholdas sugárzásban SD felbontásban.